# 三重野康
三重野康（日语：／ Mieno Yasushi，1924年3月17日—2012年4月15日（大正13年 - 平成24年））是第26任日本银行行长（總裁）。

## 简介
三重野康出生于现在的東京都。由于在南滿鐵路工作的父亲调职，他出生后不久就去了满洲，直到小学毕业为止一直留在满洲。初中一年级到二年级第一学期的1年多时间都在大分县的伯母家度过，上大分中学。当时的同班同学有前大分县知事平松守彦。初中2年级第二学期开始到毕业为止，回到满洲，毕业于当地的鞍山中学。当时父亲担任鞍山市市长。後升學第一高等學校（「一高」）。三重野自己曾說，故乡是满洲，大分是第二故乡。
他在一高時的同班同学有高木友之助和作家清岡卓行。其中他和中国文学教育人士高木關係最好，並因这一關係擔任「漢字文化振興会」会长、「全日本汉诗联盟」（2003年3月成立）顾问。
另外，長岡實、大倉真隆等人也是他在校時期的校友，他們當時是一高的全寮委員長，後來成為了位高權重的大藏省（即日本的財政部）官僚。或許因此，有逸聞稱，日银支配下的大藏官僚們到了三重野康的面前也得低頭。
毕业于东京大学法学部政治学科，三重野康於1947年10月加入日本银行（即日本的中央银行）。在录用考场上，当时的录用部长（后来的行長）佐佐木直帮了他一把。历任松本支店长、总务部长、营业局长、理事之後，他於1984年12月在澄田智行長的领导下就任副行長。由于澄田是前大藏省事務次官，又被認為是「天降組」（天下り組）的人，从这时起，作為日银专家的三重野成為了事實上的最高实权者，长期对日銀的货币政策決策发挥巨大的影响力。
在1980年开始的降息局面长期持续的情况下，三重野想要转向货币紧缩，于是以1985年9月的《广场协议》為契機，同时为了提高利率做准备，让亲信营业局长佃亮二主导了“高目放置”。在大藏省和海外当局的抗议下，“高目放置”被取消，再贴现率反而下调，三重野稱澄田和保罗·沃尔克的会谈中下调利率的承诺是沃尔克強加的，故強烈反對进一步降息，提出「日本經濟如同坐在乾燥的柴火之上」一論，並試圖上調利率。但是，為了用货币政策抑制资产价格泡沫，在實現「统计上的物价稳定」的阶段有必要大幅加息，這一論點對國民而言缺乏說服力，在大藏省和海外當局的壓力下，央行還是不得不決定降息，結果，加息被推遲，泡沫因而得以形成。
1989年12月他就任央行第26任行长后，随即实施了金融紧缩政策。他被称为“平成的鬼平”（平成の鬼平），但戳破了因前行长澄田在任时盛行的投机行为而膨胀的泡沫，导致经济崩溃，引发了失去的十年。其处理、经济重建的课题后来交给了继任的松下康雄。三重野在退任行长后，一直倡导“无通货膨胀的经济增长”，长期（特别是央行出身的速水优在任总裁期间）在民间保持着的影响力。
1995年，他就东京共同银行问题在众议院预算委员会接受了证人传唤。
他于1995年至1999年在杏林大学社会科学部及综合政策学部担任客座教授；2002年至2004年任杏林大学研究生院国际合作研究科客座教授。2010年9月至10月，《東京新聞》晚报连载了回忆录《这条路》（この道）。
他对相扑的造诣很深（挚友高木友之助的老家是第4代立浪部屋，曾寄宿于此），1990年代初到2005年是横纲审议委员会成员。
2012年4月15日，他在东京都内的医院因心臟衰竭而去世，享年88岁。

## 泡沫經濟及其崩潰後的措施
日本泡沫经济引起的土地价格上涨令普通人難以購買土地（當時的上班族難以在東京都建房），三重野大胆對其進行了政治，大眾媒體称赞它为“平成的鬼平”（佐高信等）。
但是，当这种泡沫破裂导致了大规模破产，随后是通货紧缩（失去的20年），2013年（平成25年）的安倍經濟學實施以來，對三重野的政策的否定意見增加（例：慶應義塾大學教授竹森俊平等）。尤其是泡沫破裂后货币宽松政策出台遲緩，持续的货币紧缩环境对日本经济產生了巨大的影響。
2000年，美联储主席格林斯潘成功令美国互聯網泡沫软着陆，使對三重野的批評聲再起。这时，也有声音质疑曾支持三重野的新聞媒體的見識。此外，次级贷款问题引发全球金融危机之後，美国、英国等国家的中央银行采取了量化寬鬆货币政策，因而没有面临類似日本的超过10年的经济衰退，随着经济的稳步复苏，对三重野和日本银行的批评也在增加。

## 經歷
- 1941年 - 从满洲的鞍山中学升學一高文丙
- 1947年 - 经四街道的陸軍野戰砲兵學校，從东京大学法學部畢業
- 1947年10月 - 進入日本銀行計畫局
- 1948年7月 - 國庫局
- 1950年6月 - 營業局
- 1952年4月 - 经济稳定本部调查科
- 1953年8月 - 營業局
- 1956年2月 - 秘書室行長秘書
- 1958年11月 - 驻纽约
- 1961年1月 - 外汇局
- 1964年4月 - 外匯局業務課長
- 1965年5月 - 总务部企划科长
- 1967年11月 - 松本支店长
- 考查局考查負責人
- 人事部次长
- 总务部长
- 1975年 - 营业局长
- 1978年4月 - 理事
- 1984年12月 - 副行長
- 1989年12月 - 行長
- 1994年12月 - 行長退任

## 著作
- （日本经济与中央银行，東洋經濟新報社，1995年），轮值主席期间的演讲
- （红色夕阳后，新潮社，1996年），自传体论文
- （見利思義，中央公論新社，2000），講演錄，卷末附錄與友人日本銀行副行長藤原作弥（英语：藤原作弥）的談話